# Пинский повет (II Речь Посполитая)
Пи́нский пове́т (пол. Powiat piński, бел. Пінскі павет) — административно-территориальная единица Полесского воеводства II Речи Посполитой. Образован 1 марта 1921 года, ликвидирован в результате советского вторжения в сентябре 1939 года. Поветовый город — Пинск. Состоял из 14 сельских гмин (12 в 1939), 1 города и 2 местечек. Общая площадь повета — 5587 км², население — 183600 человек, плотность — 32,8 чел. на км².

## Административное деление

### Гмины
- гмина Бродница
- гмина Хайно
- гмина Доброславка (с 1922)[2]
- гмина Кухотская Воля
- гмина Лемешевичи
- гмина Любешов (до 1926)[3]
- гмина Логишин
- гмина Морочное
- гмина Пиньковичи
- гмина Погост Загородский (с 1922)[2]
- гмина Поречье[4]
- гмина Радчицк (до 1923)[5]
- гмина Ставок (позже упразднена)[6]
- гмина Угриничи (до 1926)[3]
- гмина Вичевка
- гмина Жабчицы

### Города
- Пинск
- Логишин (до 1934)[7]
- Серники (позже лишены статуса)